# Gerard ter Borch el Viejo
Gerard ter Borch (1583 en Zwolle-1662 en Zwolle) fue un pintor holandés del Siglo de Oro neerlandés. Para distinguirlo de su hijo, el famoso pintor holandés el mismo nombre, se le conoce como Gerard ter Borch el Viejo o Gerard ter Borch (I), mientras su hijo acostumbra a ser conocido simplemente como Gerard ter Borch, o bien es citado como Gerard ter Borch el Joven o Gerard ter Borch (II).
Según Arnold Houbraken, quien se refirió a él como el padre de Gerard Terburg (es decir, de Gerard ter Borch (II) o el Joven), fue un buen pintor que había pasado muchos años en Roma y que fue el primer maestro de su hijo, mucho más famoso que él.
Según el RKD (Rijksbureau voor Kunsthistorische Documentatie, traducido como ‘Instituto neerlandés para la Historia del Arte’), Gerard ter Borch el Viejo fue alumno de Pieter de Molijn y se convirtió en el padre de los pintores Gerard II, Gesina, Harmen y Moses. Estuvo en Italia durante los años 1604–1611.